# Алессіо Дзербін
Алессіо Дзербін (італ. Alessio Zerbin, нар. 3 березня 1999, Новара) — італійський футболіст, нападник клубу «Наполі» і національної збірної Італії.

## Клубна кар'єра
Народився 3 березня 1999 року в Новарі. Займався футболом у дитячих і юнацьких командах низки футбольних клубів.
У дорослому футболі дебютував ще 2015 року виступами за нижчоліговий «Дзуно». Згодом грав у четвертому дивізіоні за «Гоццано».
На початку 2017 року перейшов до вищолігового «Наполі», в системі якого почав грати за команду U-19. Влітку 2018 року для здобуття ігрового досвіду був відданий в оренду до команди «Вітербезе» із Серії C, за рік на аналогічних умовах перейшов до «Чезени», а ще за рік, влітку 2020, до «Про Верчеллі».
Сезон 2021/22 проводив в оренді у друголіговому «Фрозіноне», де був лідером команди, заслуживши виклик до національної команди Італії.
Повернувшись з оренди, на початку сезону 2022/23 дебютував за «Наполі» у найвищому італійському дивізіоні.

## Виступи за збірні
2017 року провів чотири гри у складі юнацької збірної Італії (U-18), відзначившись одним забитим голом.
7 червня 2022 року 23-річний нападник, який на той час не мав в активі жодної гри на рівні Серії A, дебютував за головну збірну Італії, вийшовши на заміну у грі Ліги націй УЄФА проти Угорщини.
| Дата     | Місто  | Господарі | Результат | Гості    | Турнір                               | Голи | Примітки |
| -------- | ------ | --------- | --------- | -------- | ------------------------------------ | ---- | -------- |
| 7-6-2022 | Чезена | Італія    | 2 – 1     | Угорщина | Ліга націй УЄФА 2022-2023 - 1-й етап | -    | 83'      |
| Усього   |        | Матчів    | 1         |          | Голів                                | 0    |          |

## Титули і досягнення
- Чемпіон Італії (1):

«Наполі»: 2022-23